# Apocynum venetum
Espèce
Classification APG III (2009)
Apocynum venetum est une espèce de plante vivace de la famille des Apocynaceae, originaire d’un vaste territoire d’Eurasie, poussant dans les zones arides et les bords de rivière. 
La plante est utilisée pour les fibres libériennes de ses tiges pour fabriquer des cordages et des tissus et en Chine un papier traditionnel de qualité (du VIIe siècle au XIIIe siècle). Ses feuilles servent à faire une tisane médicinale.

## Nom botanique valide
Pour POWO (Plants of the World Online, des Jardins botaniques royaux de Kew), pour The Plant List, et pour Flora of China, le nom valide de cette espèce est Apocynum venetum L. alors que Trachomitum venetum (L.) Woodson est un synonyme,,.
Seule Flora of Pakistan, considère que Trachomitum venetum est valide.

## Nomenclature et étymologie
L’espèce a été décrite et nommée Apocynum venetum par Carl Linné en 1753 dans Species Plantarum, 1: 213.
Le nom générique Apocynum est un terme latin, transcription du grec ancien ἀπόκυνον apokunon attesté chez Dioscoride, « qui éloigne, qui tue les chiens ». Ce terme est formé de deux racines grecques : ἀπό (apo), « loin », et κῦνος (kûnos, latin cynum), « chien », en référence au caractère toxique de ces plantes pour les chiens,.
L’épithète spécifique venetum est la déclinaison du latin de venetus, a, um « des Vénètes », en référence au lieu de diffusion sur le littoral vénitien.

## Synonymes et sous-espèces
Selon POWO, il y a deux synonymes
- Poacynum venetum (L.) Mavrodiev, Laktionov & Yu.E.Alexeev
- Trachomitum venetum (L.) Woodson

Selon Thevs et al., les sous-pèces de A. venetum sont :
- Apocynum venetum subsp. lancifolium Russanov (distribution: de la Sibérie à la Chine)
- Apocynum venetum subsp. scabrum Russanov (distribution: Asie centrale, Pakistan)

## Description

### Appareil végétatif
Cette plante herbacée a généralement la physionomie d’un petit arbuste de 30 à 70 cm ayant un fût droit, lisse et rougeâtre, branchu sur sa partie supérieure. Elle est pourvue d’un rhizome très étendu. Dans la végétation ouverte, comme les prairies, A. venetum atteint généralement 2 m de haut, et se ramifie en 5 à 10 rameaux, tandis que dans les sous-bois des forêts inondables, l’espèce pousse jusqu’à 4 m et ne se ramifie pratiquement pas. Les tiges disparaissent à la mauvaise saison pour réapparaître au printemps à partir du rhizome. C’est donc un géophyte vivace.
Les feuilles opposées sont lisses et munies d’un pétiole de 3–6 mm, et le limbe foliaire est  étroitement elliptique à ovale, longue de 1 à 8 est cm et large de 0,5 à 2,2 cm, avec les bords finement dentelés, et pointue à son extrémité, apiculé.

### Appareil reproducteur
L'inflorescence est assez peu fournie, en forme d’épi.
La fleur supportée par un pédoncule de 2 à 3 cm de longueur, comporte un calice pubescent, glanduleux intérieurement, formé de 5 sépales lancéolés pointus, et une corolle pubescente, en forme de tube campanulé (en clochette) dressé. Elle est de couleur pourpre ou rose avec des veinures plus foncées et présente 5 lobes oblongs arrondis. Les étamines forment 5 filaments arqués et velus, insérés sur le tube de la corolle, et ont une anthère sagittée, c'est-à-dire que la partie terminale de l’étamine est en forme de flèche. Le pollen est à grains composés et le gynécée comporte 2 carpelles fuselés.
Le fruit est un folicule à deux valves, emplie de semences munies d’une touffe de poils soyeux, de 8–20 cm de long sur 2–3 mm de large.
La floraison (anthèse) a lieu entre avril et septembre, la fructification entre juillet et décembre.
Dans certaines zones, le manque de pollen oblige la plante à se reproduire de façon asexuée, par ses rhizomes.

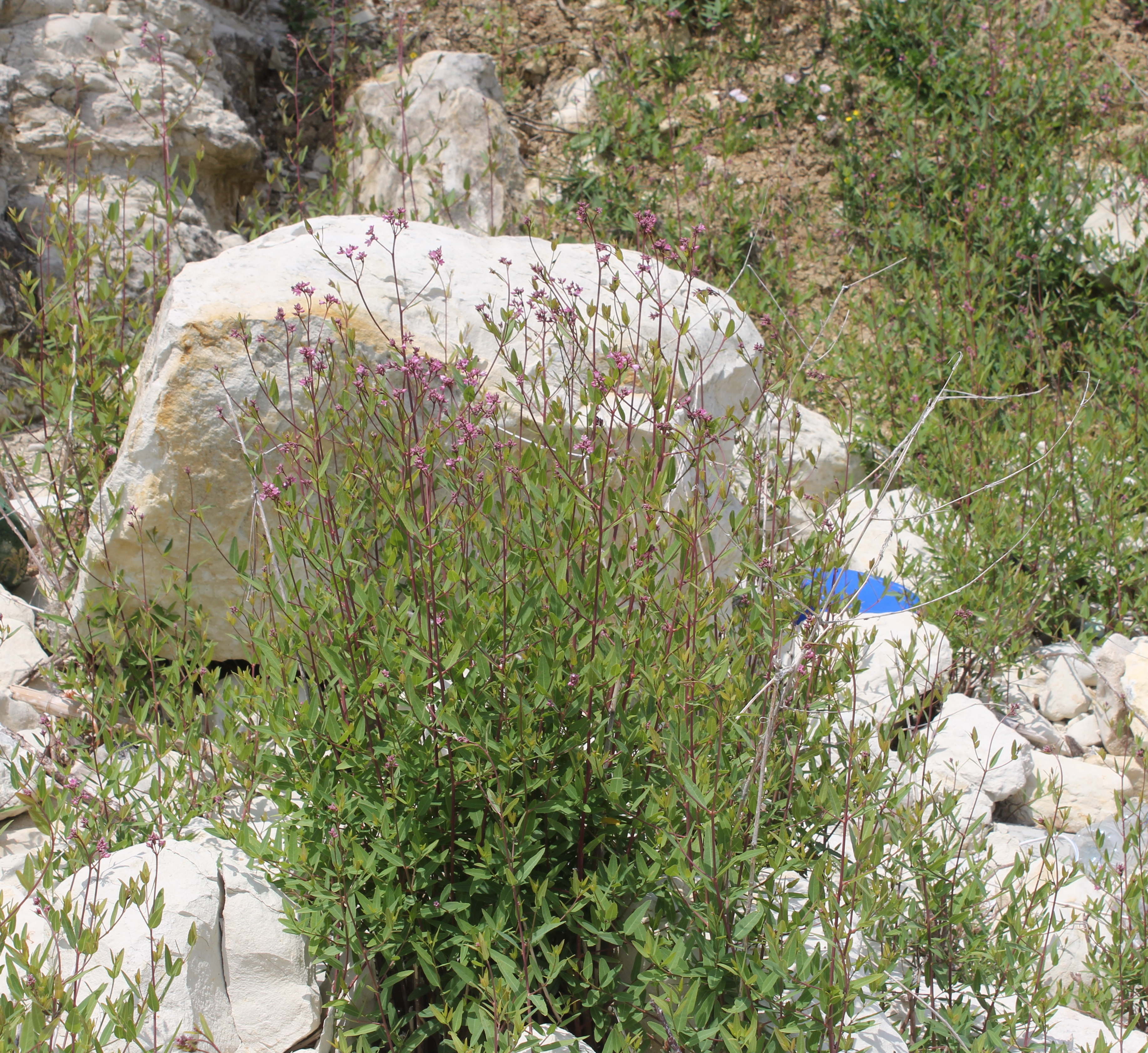
A. venetum.
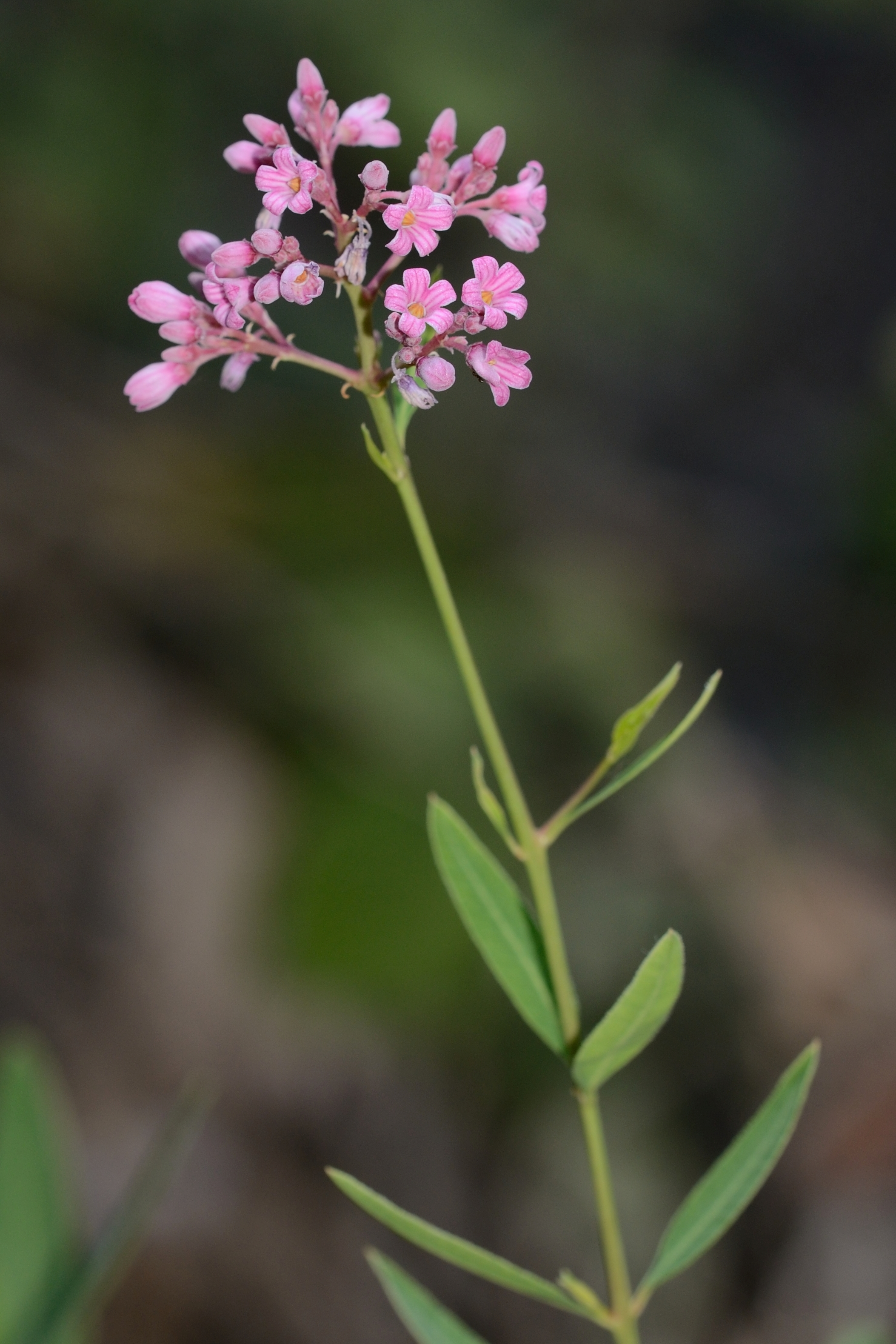
Tige fleurie, feuilles opposées.
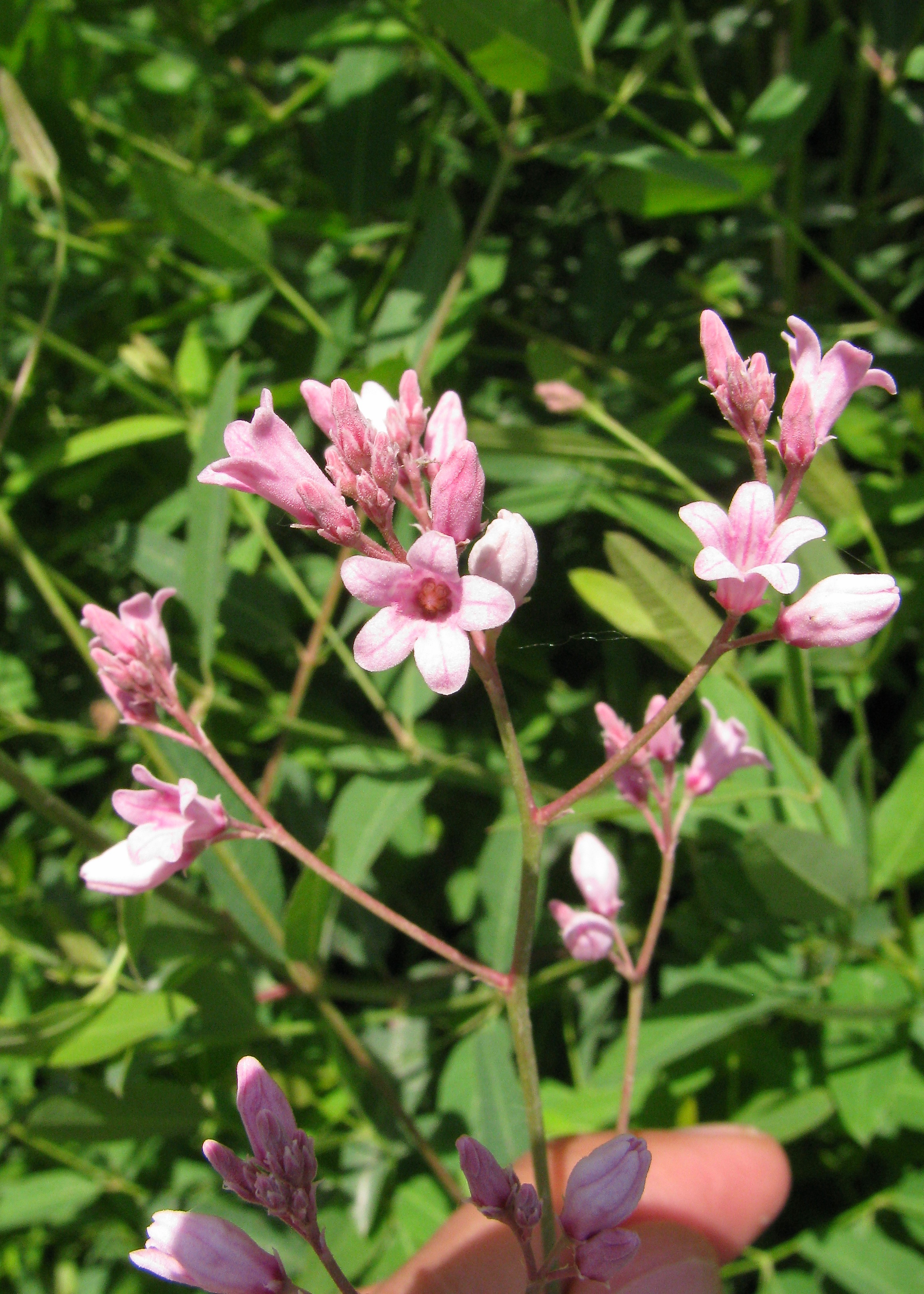
Fleurs.
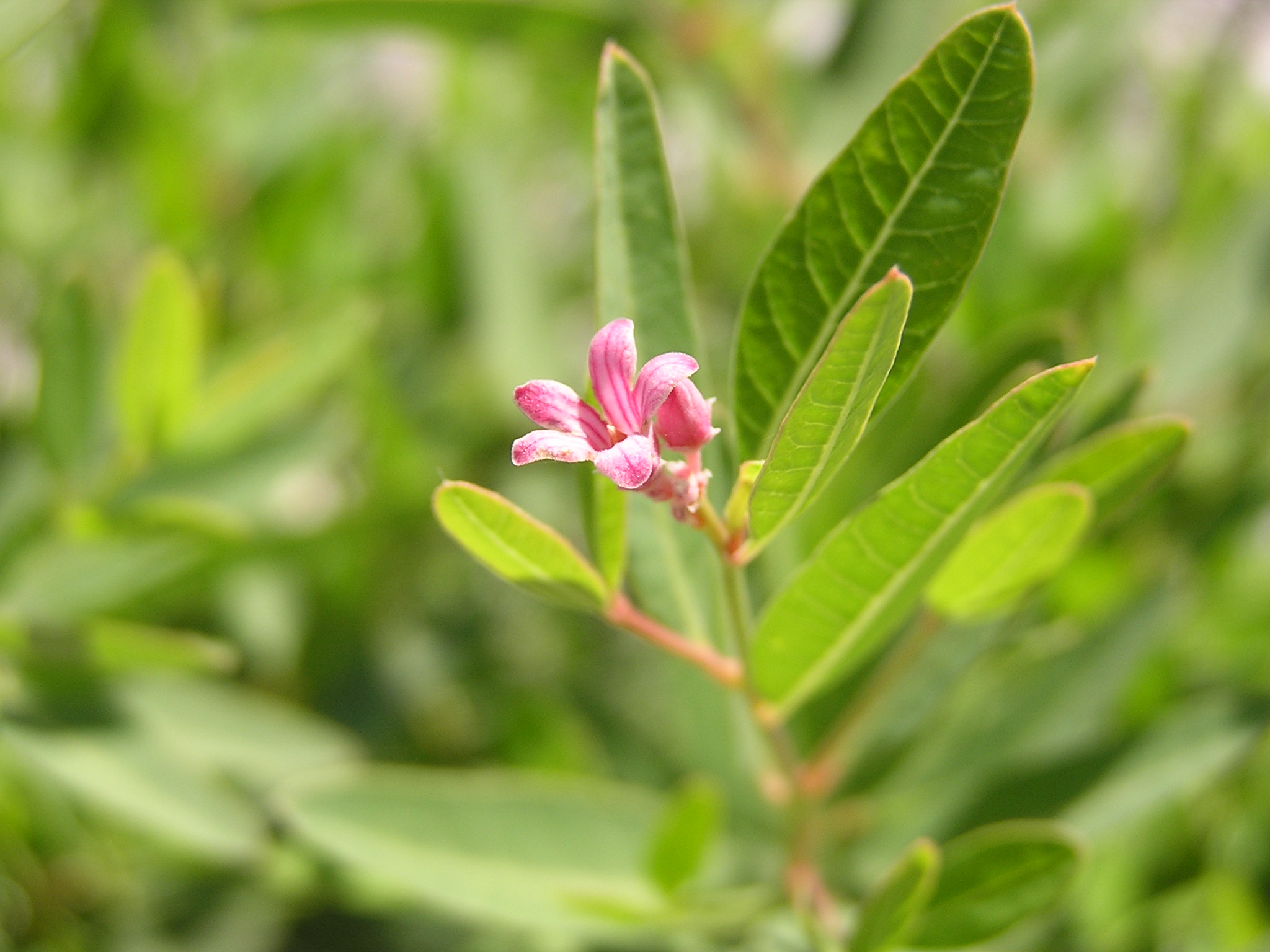
Fleur.
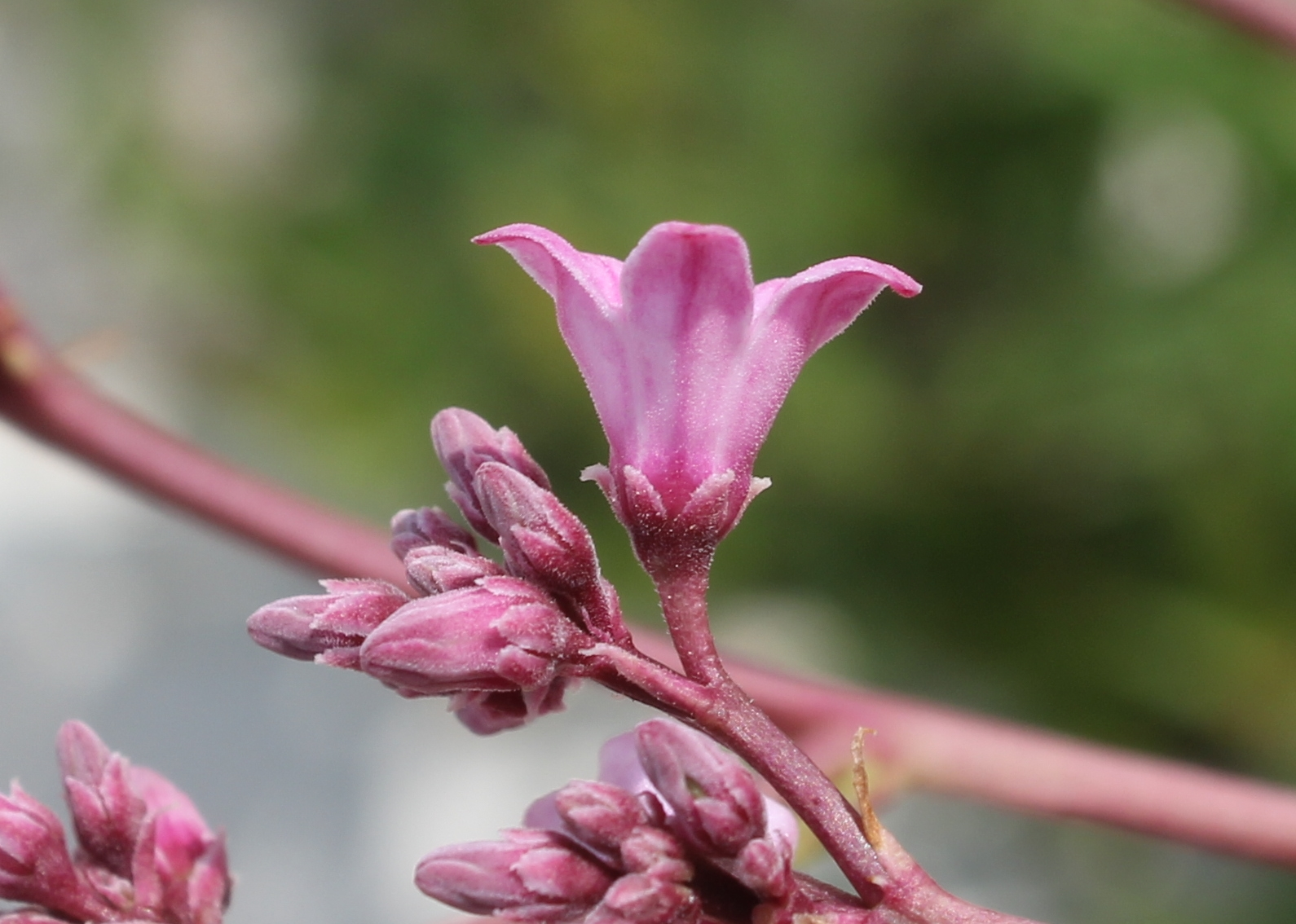
Fleur campanulée vue de profil.

## Distribution et habitat
L’espèce est originaire d’un vaste territoire couvrant la Chine de l’Ouest, centrale, du Nord, et du Sud-Est, la Mongolie, la Corée, le Japon, la Sibérie de l’Ouest, l’Asie centrale, le Pakistan, l’Afghanistan, (une partie de) la Russie, l’Ukraine, la Bulgarie, la Turquie et l’Italie.
En Asie centrale, seules les sous-espèces A. venetum subsp. lancifolium et scabrum poussent. Elles sont distribuées dans les plaines inondables et les vallées le long des rivières, par exemple l’Amou-Daria, Pandzh, Vakhsh, Syr Daria, Tchou, Talas, Ili, Irtych, Tarim avec ses affluents. Au Kazakhstan, c’est-à-dire dans les bassins des rivières Syr Daria et Tchou, la sous-espèce A. venetum subsp. lancifolium est trouvée tandis que la sous-espèce A. venetum subsp. scabrum est enregistrée dans le bassin de l’Amou-Daria.
Elle pousse dans des zones arides salines, des marges désertiques, des plaines alluviales, sur les bords de rivières, sur les dunes stables et consolidées, dans les pinèdes côtières et sur le littoral sablonneux. En Italie, la plante pousse dans le Frioul-Vénétie Julienne, Vénétie, Émilie-Romagne.
Les sites les plus productifs d'A. venetum se trouvent sur une nappe phréatique dont la profondeur n'excède pas 3 m et dont la teneur en sel est comprise entre 1 g/l et 10 g/l.
L’espèce est cultivée.

## Utilisations
Les deux espèces Apocynum venetum (en chinois 罗布麻 luobuma) et Apocynum pictum (白麻 baima) sont assez proches. Elles peuvent vivre dans des écosystèmes riverains ou des régions très arides ; elles ont été utilisées de manière semblable par les populations locales pour leurs fibres ou leurs propriétés médicinales.
Le caractère distinctif le plus évident pour reconnaitre les deux espèces est que les feuilles de A. venetum sont généralement opposées alors que celles de A. pictum sont alternes.
Les feuilles d’Apocynum sont récoltées en juin-juillet pour fabriquer des tisanes ou des médicaments, alors que les tiges sont récoltées durant l’été ou l’automne, pour en extraire les fibres végétales.
En URSS, du caoutchouc naturel a été extrait de A. venetum à une échelle expérimentale mais en raison de sa qualité médiocre le projet a été abandonné.
Dans l’ancienne URSS, la culture d’A. venetum a commencé en 1930 pour la production de fibres.

### Papier de haute qualité chinois
Les deux espèces d’Apocynum coexistant en Chine et ayant reçu les mêmes usages, voir l’article Apocynum pictum#Utilisations pour les usages en Chine de A. venetum. La spécificité de la Chine par rapport au reste de l’immense aire de distribution A. venetum, est la fabrication d’un papier de haute qualité à base de fibre d’A. venetum. Quand les empereurs et princes des dynasties Tang et Song, nommaient et révoquaient des généraux, décidaient des grandes conquêtes et autres événements majeurs, leurs édits étaient écrits par des érudits de l’Académie Hanlin sur du papier d’Apocynum.

### Cordage, tissus
Les fibres d’Apocynum ressemblent aux fibres de coton mais sont plus résistantes. Elles ont servi à fabriquer des cordages, des filets de pêche et des tissus.

### Matière médicale
Les feuilles d’A. venetum sont utilisées pour faire des infusions. 